# Англиканская церковь в Северной Америке
Англиканская церковь в Северной Америке (англ. The Anglican Church in North America, сокращённо ACNA) — христианская конфессия англиканской традиции в США и Канаде. Также включает в себя несколько приходов в Мексике и миссионерский округ на Кубе. Штаб-квартира расположена в Амбридже, штат Пенсильвания. По данным самой ACNA, она насчитывает 30 епархий и 983 общины, которые объединяют 112,504 прихожан. Первым главой ACNA был архиепископ Роберт Дункан, которого в 2014 году сменил Фоли Бич.
ACNA была основана в 2009 году бывшими членами Епископальной Церкви США и англиканской церкви Канады, недовольных всё более либеральной доктриной и социальными учениям данных юрисдикций, которые они сочли противоречащими традиционной англиканской вере. До 2009 года эти консервативные англикане начали получать поддержку со стороны ряда Англиканских церквей (или провинций) за пределами Северной Америки, особенно на «глобальном юге». Несколько епископальных епархий и многие отдельные приходы в Канаде и США проголосовали за передачу их в подчинение Англиканских провинций в Южной Америке и Африке. В 2009 году многие Англиканские группы, которые были выведены из двух Северо-Американских провинций, объединились в Англиканскую церковь в Северной Америке.
В отличие от Епископальной церкви и Англиканской церкви Канады, ACNA не является членом («провинцией») англиканской сообщества. С момента своего создания, однако, она добивается полного членства в Сообществе, и церковь поддерживать евхаристическое общение с семью провинциями Англиканского сообщества.
ACNA попыталась объединить полный спектр консервативного Англиканства в Канаде и США. В результате ACNA совмещает в себе англо-католическую, харизматическую и евангелическую богословские ориентации. Она включает и тех, кто против и тех, кто поддерживает ординацию женщин; в некоторых епархиях женщины могут служить в клире, в то время как в других епархиях сохраняется исключительно мужское духовенство. В то же время епископами в ACNA могут быть только мужчины. ACNA определяет христианский брак исключительно как пожизненный союз между мужчиной и женщиной и, как следствие, осуждает гомосексуальные отношения как нарушающие целибат и греховные. ACNA выступает против абортов и эвтаназии.

## История
Англиканская церковь в Северной Америке была основана англиканами, которые покинули Англиканскую церковь Канады и Епископальную церковь в Соединенных Штатах из-за того, что учение этих церквей стало более либеральным. Новый орган заявил, что две существующие церкви «все чаще приспосабливают и внедряют небиблейские, неангликанские практики и учения». Два основных события, которые способствовали формированию ACNA, касались человеческой сексуальности. Первым было решение епархии Нью-Вестминстера в Канаде в 2002 году разрешить обряд благословения для однополых союзов; Вторым — ратификация Генеральной конвенцией выборов Джина Робинсона, открытого гея и нецелибатного клирика в качестве епископа Нью-Хэмпшира на следующий год.
Новая англиканская группа также обвинила существующие англиканские церкви в отказе от традиционной христианской веры в то, что Иисус Христос является единственным путём к спасению. В частности, Кэтрин Джеффертс Шори, председательствующий епископ Епископальной церкви с 2006 по 2015 год, была подвергнута жёсткой критике за высказанные ею замечания по этому поводу.
Консервативное противостояние как издания в 1979 году Епископальной церковью новой редакции Книги общих молитв, так и рукоположению женщин-священников привело к созданию более ранней волны независимых англиканских церквей, которую часто называют продолжающим англиканским движением.

### «Партнёрство общего дела»
В июне 2004 года лидеры шести консервативных англиканских организаций — Сеть англиканского сообщества, Реформированная епископальная церковь, Англиканская миссия в Америке, Вперед в вере Северная Америка, Англиканская провинция Америки и Американский англиканский совет — направили публичное письмо Архиепископу Кентерберийскому, пообещав «сделать общее дело ради Евангелия Иисуса Христа и общее дело для объединённого, миссионерского и ортодоксального англиканства в Северной Америке» («to make common cause for the gospel of Jesus Christ and common cause for a united, missionary and orthodox Anglicanism in North America»). Они назвали свой альянс Партнёрством общего дела (Common Cause Partnership) и подготовили богословское заявление в 2006 году.
В сентябре 2007 года в Питтсбурге, штат Пенсильвания, встретились пятьдесят один епископ, чтобы определить направление и связать себя конституционно, заявив, что они намеревались основать «англиканский союз» (anglican union). Некоторые из присутствовавших епископов были иностранными, включая архиепископа на покое. Особенности примечания по результатам первого собрания включают широкий обмен духовенством между различными группами, намерение быть «миссионерской» или церковно-созидательной организацией (church-planting entity), и намерение, спустя короткое время, стремиться к международному организационному признанию.
Основные участники партнёрства участвовали в совещании консервативных англикан в Иерусалиме в июне 2008 года, в конференции «Глобальное англиканское будущее», которая, в свою очередь, побудила к формированию Братства исповедающих англикан (Fellowship of Confessing Anglicans). В заключительном заявлении, опубликованном на конференции, говорилось, что «мы считаем, что настало время для образования провинции в Северной Америке для федерации, известной в настоящее время как Партнёрство общего дела, которая должна быть признана Советом примасов» англиканского сообщества.
Англиканская провинция Америки участвовала в Партнерстве до июля 2008 года.

### Создание провинции
В декабре 2008 года Партнёрство встретилось в Уитоне, штат Иллинойс, в качестве конституционного соглашения о создании «отдельной церковной структуры в Северной Америке» для англиканских верующих, отличных от епископальной церкви и англиканской церкви Канады. Там исполнительный комитет Партнёрства одобрил конституцию и каноны для новой Церкви, которые должны были быть представлены для официального принятия на первом провинциальном собрании новой Церкви.
Членами Партнёрства общего дела при создании ACNA были:
- Американский англиканский совет
- Англиканская коалиция в Канаде
- Сеть англиканского сообщества
- Англиканская миссия в Америках
- Англиканская сеть в Канаде
- Конвокация англикан в Северной Америке
- Forward in Faith North America
- Миссионерская конвокация Кении
- Миссионерская конвокация Южного Конуса
- Миссионерская конвокация Уганды
- Реформированная епископальная церковь
- The Reformed Communion[32]

### Инаугурационная ассамблея
22 июня 2009 года делегаты учредительных органов ACNA встретились в соборе Св. Винсента в Бедфорде, штат Техас, для открытия провинциальной ассамблеи, чтобы ратифицировать её конституцию и каноны. На этом собрании был сделан ряд важных шагов, чтобы официально утвердить новую провинцию, в том числе избрание архиепископа Роберта Дункана, епископа Англиканской епархии Питсбурга.
Рик Уоррен, ведущий американский евангелист, и митрополит Иона (Паффхаузен), предстоятель Православной Церкви в Америке, обратились к аудитории. В англиканской общине было девять провинций, которые направили официальных представителей на Ассамблею, а именно Церковь провинции Западной Африки, Церковь Нигерии, Церковь Уганды, Англиканская церковь Кении в лице архиепископа Вениамина Нзимби, Англиканская Провинция Южного Конуса, в том числе архиепископ Григорий Венейблс, Епископальная Церковь Иерусалима и Ближнего Востока, Церковь провинции Мьянма, Церковь провинции Юго-Восточной Азии и Церковь провинции Руанда.
Другие экуменические наблюдатели включали епископа Уолтера Грундорфа из Англиканской провинции Америки, Самуила Нафзгера из Лютеранской церкви «Миссурийский синод» и епископа Кевина Ванна из римско-католической епархии Форт-Уорта.
Руководители трёх англиканских провинций, Джон Чью из Церкви провинции Юго-Восточной Азии, архиепископ Питер Йенсен из англиканской епархии Сиднея и Братство исповедующих англикан и Мунир Анис, председательствующий епископ Епископальной церкви в Иерусалиме и на Ближнем Востоке официально объявили о поддержке ACNA. Из Англии епископ Уоллес Бенн и архидиакон Майкл Лоусон отправили приветствие от Евангелического совета Англиканской церкви.

### Уход англиканской миссии
Англиканская миссия в Америках была одним из основателей Англиканской церкви в Северной Америке и в то же время сохранила свой статус миссии Церкви провинции Руанды. Это «двойное гражданство» было определено протоколом между Провинцией Руанды, Англиканской миссией и ACNA.
Однако в коммюнике от 18 мая 2010 года англиканская миссия объявила о своём решении перейти от полноправного членства в ACNA к статусу «партнёр по служению» (ministry partner), обозначение, предусмотренное в руководящей структуре ACNA, и оставаться частью Провинции Руанды. Причины, послужившие причиной такого изменения, заключались в том, что модель «двойного гражданства» вызвала «значительную путаницу в англиканской миссии и ACNA относительно членства в двух провинциях и, что более важно, не соответствует Конституции и канонам провинции Англиканской церкви в Руанде».
20 декабря 2011 года архиепископ Дункан объявил, что из за отказа 5 декабря епископов из англиканской миссии Провинции Руанды, англиканская миссия потеряла статус «партнёра по служению» с ACNA, и что большинство епископов Англиканской миссии в Америках потеряли свой статус в Архиерейском колледже ACNA. 28 апреля 2012 года архиепископ Onesphore Rwaje из Англиканской церкви Руанды и архиепископ Дункан Англиканской церкви в Северной Америке Америки опубликовали совместное коммюнике, посвящённое будущему Американской миссии в Америках (AMiA). Тем временем Дом епископов Руанды решил основать Миссионерский округ в Северной Америке (PEARUSA), чтобы продолжить ту же работу в Соединенных Штатах. Членам Американской миссии в Америках было предложено три альтернативы: присоединиться к PEARUSA, присоединиться к другой юрисдикции англиканской юрисдикции посредством отпускных грамот или остаться в Американской миссии в Америках. Крайний срок, установленный 31 августа 2012 года, был установлён для духовенства и конгрегаций Американской миссии в Америках, чтобы определить их будущее. 29 апреля 2012 года архиепископ Анри Исингома выразил официальное одобрение на временный приём Американской миссии в Америках в Англиканскую церковь Конго, пока его будущее не было прояснено. Епископ Чак Мерфи из Американской миссии в Америках выразил свою волю относительно того, что разрыв между AMiA и ACNA может быть разрешён в ответном письме архиепископу Дункану 8 сентября 2012 года.
14 августа 2014 года было объявлено о возобновлении переговоров между ACNA и AMiA «чтобы обсудить нарушенные отношения и найти способы, которые приводят к верному свидетельству о Христе, которое было подорвано в прошлом». На встрече, на которой были начаты эти переговоры, присутствовали представители ACNA и AMiA, в том числе архиепископ Фоли Бич и епископ Филипп Джонс, который заменил Чака Мерфи в декабре 2013 года.

### Присоединение епископальной епархии Южной Каролины
ACNA и епископальная епархия Южной Каролины, которая вышла из епископальной церкви в октябре 2012 года и находилась под предварительным приматным надзором «Глобального Юга», провела двухдневную встречу 28-29 апреля 2015 года в лагере святого Кристофера и Конференц-центр в Южной Каролине для обсуждения и изучения «возможной совместимости экклезиологии» обеих церквей. Целевая группа епархии Южной Каролины по присоединению рекомендовала присоединиться к ACNA на своей 225-й епархиальной конвенции, состоявшейся в Блаффтоне 12 марта 2016 года. Присоединение должно быть одобрено двумя будущими конвенциями епархии. Епархия Южной Каролины единогласно проголосовала за присоединение к ACNA на своей 226-й Конвенции, которая проходила в Саммервилле 11 марта 2017 года. Провинциальный совет ACNA также единогласно проголосовал за официальное принятие епархии Южной Каролины на третьей провинциальной ассамблее ACNA, собравшейся в Уитоне, Иллинойс, 27 июня 2017 года.

## Вероучение
В своих Фундаментальных декларациях англиканская церковь в Северной Америке объявляет себя частью Единой, Святой, Кафолической и апостольской Церковью, исповедуя Иисуса Христа как единственный путь к Богу-Отцу. В соответствии с этим он идентифицирует следующие семь элементов, характерные для «англиканского пути» и необходимые для членства:
- Библия — это вдохновенное слово Бога, содержащее всё необходимое для спасения и являющееся окончательным авторитетом и неизменным стандартом для христианской веры и жизни.
- Крещение и Вечеря Господня — это таинства, предписанные Христом, и долженствующие служить неизменным употреблением его слов об учреждении и элементах, определённых им.
- Исторический епископат является неотъемлемой частью апостольской веры и практики и, следовательно, является неотъемлемой частью полноты и единства Тела Христова.
- Церковь подтверждает историческую веру неразделённой церкви, как заявлено в трёх вселенских (католических) символах веры: Апостольском, Никейском и Афанасиевском.
- Что касается семи (вселенских) Соборов неразделённой церкви, то подтверждается учение первых четырёх Вселенских Соборов и христологические разъяснения пятого, шестого и седьмого соборов, насколько они согласны с Библией.
- Книга общих молитв, изложенная Англиканской церковью в 1662 году вместе с приложенным к ней ординалом, является стандартом для англиканской доктрины и дисциплины и, с предшествующими ей книгами, является стандартом для англиканской традиции богослужения.
- Тридцать девять статей о религии 1571 года, взятые в их буквальном и грамматическом смысле, выражают англиканский отклик на определённые доктринальные проблемы, которые были спорными в то время, и выражают основополагающие принципы подлинной англиканской веры.

В дополнение к изданию Книги общих молитв 1662 года ACNA разрешила использовать более поздние версии, в том числе издания 1928 и 1979 годов, выпущенные епископальной церковью, и издание 1962 года, выпущенное Англиканской церковью Канады. В 2013 году Архиерейский колледж одобрил на пробной основе «Тексты для общей молитвы» (Texts for Common Prayer), сборник литургий, специально предназначенный для Англиканской церкви в Северной Америке. Тексты для общей молитвы включают утреннюю молитву, вечернюю молитву, Евхаристию или Вечерю Господню и ординал. В 2014 году ACNA также одобрила катехизис для пробного использования, «Быть христианином: англиканский катехизис» (To Be a Christian: An Anglican Catechism).
ACNA имеет англо-католических, евангельских и харизматических членов и считается более теологически консервативной, чем Епископальная церковь и Англиканская церковь Канады. Англиканская церковь в Северной Америке позволяет епархиям решать, будут ли они или не будут поставлять женщин в качестве священников; становиться епископами женщинам запрещено повсеместно. Что касается брака, то он понимается как союз между одним мужчиной и одной женщиной, поэтому ACNA выступает против однополых союзов. Что касается абортов и эвтаназии, ACNA придерживается позиции pro-life, провозглашая, что «все члены и духовенство призваны поощрять и уважать святость каждой человеческой жизни от зачатия до естественной смерти». В ACNA существует служение Anglicans for Life, ассоциируется с англиканцами на всю жизнь для продвижения служения в защиту жизни.

## Структура
Англиканская церковь в Северной Америке структурирована как самоуправляющаяся многонациональная церковная провинция. Форма управления в провинции описывается в её конституции и каноническом праве. Основным уровнем организации является местная конгрегация. Каждая конгрегация является частью епархии, возглавляемой епископом. Епархии являются самоуправляющимися органами, которые действуют в соответствии с их собственным епархиальным каноническим правом (если это согласуется с провинциальной конституцией), и они могут покинуть провинцию в любое время, если они этого захотят.
ACNA — соборная церковь (conciliar church), в которой как священнослужители, так и миряне участвуют в церковном управлении. Каждые пять лет от 250 до 300 делегатов от епархий встречаются в качестве представительного органа, называемого провинциальной ассамблеей. Каждая епархия представлена епископом, двумя делегатами от духовенства и двумя делегатами-мирянами. Кроме того, епархия получает одного дополнительного делегата от духовенства и одного дополнительного делегата от мирян на каждые 1000 избирателей, рассчитанного по средней посещаемости воскресных церковных служб. Епархии также отправляют представителей молодёжи в возрасте от 16 до 26 лет, и эти представители имеют полное права голоса. Провинциальная ассамблея должна одобрить все конституционные поправки и новые каноны до их вступления в силу. Другие обязанности Ассамблеи включают обсуждение церковных дел и вынесение рекомендаций провинциальным руководящим органам по таким вопросам.
Руководящим органом ACNA является Провинциальный собор, который заседает каждый год в июне и отвечает за принятие политики, утверждение бюджета и рекомендации по внесению изменений в конституцию и каноны. Каждая епархия избирает епископа, делегать от духовенства и двух мирян, которые представляют её на соборе. Сам собор также может назначить до шести других лиц в качестве членов, в результате чего общее число составит около 140 членов. Члены Собора служат в течение пятилетнего срока. Провинциальный собор возглавляется исполнительным комитетом, который устанавливает повестку дня совета и служит церковным советом директоров. 12 мест в исполнительном комитете разделены поровну между духовенством и мирянами. В дополнение к встрече три раза в год лично, они регулярно общаются по телефону.
Все епископы в активном служении являются членами коллегии епископов (College of Bishops). Коллегия избирает архиепископа, председательствующего и примаса Церкви, который созывает провинциальную ассамблею, провинциальный собор и коллегию епископов. Коллегия также имеет право утверждать епархиальные выборы епископов или в некоторых случаях фактически избирает епископов. В коллегии заседают 50 активных епископов. У архиепископа есть кабинет, состоящий из ведущих епископов в церкви, который функционирует как совет совета. Провинциальный трибунал является церковным судом, уполномоченным на конституционные и канонические споры.
Местные конгрегации владеют собственным имуществом, и провинция отказывается от каких-либо претензий на имущество местных конгрегаций. Существующие договорённости о собственности в организациях-учредителях не зависят от их отношения к провинции. Кроме того, провинция отказывается от каких-либо полномочий контролировать политику организаций-членов в отношении вопроса о рукоположении женщин в диаконов или священников.
Конституция и каноны указывают, что другие ассоциации, не являющиеся членами (например, семинария, монашеский орден или организация по служению, или епархия, конгрегация или другое лицо), могут рассматриваться для объединения в качестве партнёров по служению (ministry partners). Партнёры по служнению могут иметь представительства в провинциальных и суб-провинциальных органах, как это определено архиепископом или епископом с юрисдикцией. Сотрудники министерства могут отказаться от аффилированности или завершить свою деятельность с или без основания. К числу связанных с ACNA служений относятся англиканские глобальные партнёры по миссиям (Anglican Global Mission Partners) (миссионерская организация), Англиканский фонд помощи и развития (Anglican Relief and Development Fund) и Anglican 1000 (инициатива по созданию новых приходов).

### Епархии
Англиканская церковь в Северной Америке организована в следующие 30 епархий:
- Миссионерская епархия всех святых
- Специальная юрисдикция вооруженных сил и капелланов
- Англиканская сеть в Канаде
- Епархия Каролин
- Епархия Каскадии
- Епархия центральных штатов
- Англиканская епархия Христа Наша надежда
- Миссионерская епархия CANA East
- Епархия Форт-Уорта
- Англиканская епархия Великих озёр (Не путать с автономной Епархией Великих озёр продолжающего англиканского движения).
- Атлантическая епархия Залива
- Интернациональная епархия
- Епархия Средней Америки (REC)
- Епархия Средней Атлантики
- Англиканская епархия в Новой Англии
- Епархия Северо-Восточной и Средней Атлантики (REC), с конвокацией Восточной Канады
- Англиканская епархия Питтсбурга
- Англиканская епархия Скалистых гор
- Епархия Куинси
- Епархия церквей для других
- Епархия Сан-Хоакина
- Англиканская епархия Юга
- Епископальная епархия Южной Каролины
- Епархия юго-востока REC
- Англиканская епархия юго-запада
- Англиканская епархия Троицы CANA
- Англиканская епархия Верхнего Среднего Запада
- Миссионерская епархия CANA West
- Епархия западных англиканцев
- Англиканская епархия Западного залива

PEARUSA был миссионерским районом со статусом, эквивалентным епархии. После единогласного голосования Провинциального совета ACNA 21 июня 2016 года PEARUSA был полностью переведён в ACNA с двумя из трёх прежних сетей PEARUSA [Mid-Atlantic и Northeast, West], которые стали полными ACEC-епархиями, известными соответственно как Англиканская епархия Христа нашей надежды и Англиканской епархии Скалистых гор. Бывшая юго-восточная сеть PEARUSA не стала полной, отдельной епархией ACNA. Согласно решению, которое было достигнуто на собрании духовенства и выпущено 8 февраля 2016 года, 20 приходов Юго-востока PEARUSA были переданы в уже существующие Епархии ACNA.
Реформатская епископальная епархия Запада апреле 2016 года стала конвокацией Миссионерской епархии всех святых в из-за своего небольшого размера. Епархия Западной Канады и Аляски, которая имела два прихода в Британской Колумбии, а также включила район Миссионерского района Кубы, угасла и была включена в Епархию Средней Америки по аналогичным причинам.
Уникальным аспектом политики ACNA является возможность того, что епархия или группа епархий могут находиться под двойной юрисдикцией ACNA и провинции Англиканского сообщества. Епархии Куинси, Питтсбурга, Сан-Хоакина и Форт-Уорта были сформированы, когда большинство фракций в соответствующих епархиях Епископальной церкви проголосовали за отделение от этой юрисдикции, чтобы организоваться в англиканскую провинцию Южного Конуса. Англиканская миссия, член-учредитель ACNA, но позже партнёр по служению, до декабря 2011 года во время своего членства обладала «двойным гражданством» в ACNA и Церкви провинции Руанда.

### Статистика
Англиканская церковь в Северной Америке численно выросла с момента её основания. В июне 2009 года она насчитывала 703 конгрегации со средней посещаемостью в воскресных служб в 69 167 человек. По состоянию на июнь 2010 году, после того как англиканская миссия в Северной и Южной Америке перестала быть полноправным членом провинции, число конгрегаций упало до 614.
По состоянию на июнь 2014 года в насчитывалось 983 конгрегации с сообщением о членстве в 97 444 человека, а средняя посещаемость — 70 811 человек. Поскольку некоторые конгрегации не сообщали о каких-либо данных о членстве, ACNA выпустила прогнозы членства и данные о средней посещаемости. Прогнозируемое членство составило 112 504, а прогнозируемая средняя посещаемость составила 80 471 человек. К концу 2015 года в церкви было 966 конгрегаций с сообщением о членстве в 111 853 человек, а средняя посещаемость в воскресенье — 78 679.

## Экуменические отношения

### Англиканские церкви
Конституция ACNA выражает цель искать признание как провинцию англиканского сообщества. В общей сложности девять англиканских провинций отправили официальные делегации на инаугурационную ассамблею. Англиканская церковь в Северной Америке ещё не запросила официального признания службой Англиканского сообщества как провинции, признанной инструментами англиканского общения. Канцелярия архиепископа Кентерберийского заявила, что, возможно, потребуются годы, чтобы ACNA получила официальное признание от остальной части англиканского сообщества.
ACNA не дружественна по отношению к Епископальной церкви США и Англиканской церковью Канады, несмотря на присутствие богословских консервативных англиканцев в последних. Многие из приходов, епископы и других клирики ACNA были изначально членами этих церквей. Процесс повторного урегулирования показал, что обе стороны обвиняют друг друга в ереси и расколе. В нескольких случаях имели место затянувшиеся судебные споры по поводу церковной собственности (например, когда Епархия Форт-Уорта раскололась две одноимённые епархии — одна в составе ACNA, другая — в составе Епископальной церкви), причём некоторые из этих судебных процессов продолжались годами.
Совет примасов Братства исповедующих англикан заявил, что новая церковь «полностью англиканская» и призвал существующие провинции англиканского сообщества признать её. Архиепископ Роберт Дункан присутствовал на четвертой встрече Глобального юга, которая проходила в Сингапуре с 19 по 23 апреля 2010 года, где он возглавлял совершение Евхаристии и встречал примасов и представителей 20 англиканских провинций. В заключительном заявлении встречи Глоального юга говорилось: «Мы благодарны, что недавно сформированная Англиканская церковь в Северной Америке (ACNA) является верным выражением англиканства. Мы приветствовали их как партнёров в Евангелии, и мы надеемся, что все провинции будут в полном евхаристическом общении с духовенством и народом ACNA и партнёрами по причастию» (Communion Partners).
В марте 2009 года Англиканская церковь Нигерии объявила себя находящейся в полном общении с Англиканской церковью в Северной Америке, а затем Палата епископов Англиканской церкви Уганды в июне 2009 года и Епископальная церковь в Судане в декабре 2011 года. Поскольку эти церкви заявляют о приблизительно 30 500 000 членов, а англиканское сообщество заявляют о более чем 80 000 000 членах, ACNA, таким образом, оказывается находящейся в общении с церквами, составляющими чуть более одной трети членов в англиканского сообщества.
Англиканская епархия Сиднея в последний день своего синода 2009 года приняла резолюцию, в которой приветствовала создание ACNA и выразила желание быть в полном общении. В резолюции также содержится призыв к постоянному комитету епархии просить генеральный синод, подтвердить, что Англиканская церковь Австралии находится в полном общении с ACNA. Англиканская епархия Сиднея объявила себя пребывающей в «полном общении» с ACNA во время своего синода 13 октября 2015 года.
В 2010 году Генеральный Синод Церкви Англии подтвердил «желание тех, кто сформировал Англиканскую церковь в Северной Америке, оставаться в пределах англиканской семьи» и призвал архиепископов Кентербери и Йорка сделать доклад Синоду после дальнейшего изучения в 2011 году. Опубликованный в декабре 2011 года отчет о последующих действиях архиепископов рекомендовал «открытое взаимодействие с ACNA со стороны Англиканской церкви и сообщества», но также заявил, что окончательный результат будет неясным какое-то время.
Глава ACNA архиепископ Роберт Дункан встретился по приглашению архиепископа Кентерберийского, Джастина Уэлби, в мае 2013 года, чтобы обсудить признание хиротоний ACNA в ближайшем будущем. Уэлби объявил 16 января 2014 года, что Тори Бокум, настоятель церкви Труро в Фэрфаксе, штат Виргиния, являющейся приходом ACNA, был единогласно избран в качестве одного из шести проповедников Кентерберийского собора. В настоловании Бокума 14 марта 2014 года участвовали как Джастин Уэлби, так и Роберт Дункан. В октябре 2014 года Уэлби заявил, что Тори Бокум был рукоположен до возникновения ACNA, и поэтому его англиканские таинства были действительными, поэтому он имел право быть избранным в эту должность. Далее он заявил, что ACNA является отдельной церковью, а не частью англиканского сообщества.
В октябре 2014 года Епархия Северо-Западной Австралии приняла решение о признании ACNA «церковью-членом англиканского сообщества».
9 октября 2014 года, после церемонии инвеституры Фоли Бича в качестве архиепископа и примаса ACNA, официальное заявление, в котором Бич было признано «собратом-примасом англиканского сообщества», было подписано семью англиканскими архиепископами: Mouneer Anis Иерусалимским и Ближнего Востока, Элиу Вабукалой из Кении, Николасом Окохом из Нигерии, Стэнли Нтагали из Уганды, Онсфор Рувае из Руанды, Stephen Than Myint Oo из Мьянмы и Эктора «Тито» Завалы из Южного конуса Америки.
На встрече англиканских примасов «Глобального Юга» (коалиции, представляющей большинство англикан в мире), прошедшей 14-16 октября 2015 года в Каире, Египет, ACNA была объявлена официальной партнёрской областью Глобального Юга представителями 12 церквей, с архиепископом Фоли Бечем, который зеседал в качестве члена Совета примасов Глобального Юга с выступать и голосовать.
Несмотря на то, что ACNA не была признана провинцией англиканского сообщества, Уэлби пригласил Бича принять участие в собрании примасов в англиканского сообщества в январе 2016 года. Ему не разрешалось голосовать, но он был допущен к участию в первые четыре дня пятидневной сессии. Была обсуждена перспектива присоединения ACNA к сообществу, и было признано, что если ACNA будет подавать заявку на приём в членство в сообществе, рассмотрение их заявления будет находиться в компетенции англиканского консультативного совета.
Архиепископы Кентерберийский Джастин Уэлби и Йоркский Джон Сентаму признали священнодействия ACNA в соответствии с Мерой заграничного и иного духовенства (служение и ординация) 1967 года, о чём было объявлено 10 февраля 2017 года.
После встречи между архиепископом Фоли Бичем от ACNA и Модератором/Предстоятелем Церкви Бангладеш, Полом Саркером, состоявшейся 13-15 мая 2017 года в Англиканском соборе Святого Креста в Логанвилле, штат Джорджия, они подписали заявление, подтверждающее и прославляющее общение между обеими провинциями, в результате чего ACNA вступает в полное общение с Церковью Бангладеш.
В феврале 2016 года архиепископ Фоли Бич подписал документ, объявляющий, что ACNA будет в полном общении со Свободной церковью Англии, независимой консервативной англиканской церковью. Декларация архиепископа Фоли Бича была ратифицирована провинциальным собором ACNA в июне 2016 года. Реформатская епископальная церковь, член-основатель ACNA, уже была в этом статусе со Свободной церковью Англии с 1927 года. Фоли Бич и Рэй Саттон, председательствующий епископ Реформистской епископальной церкви, участвовал в торжествах по случаю 90-й годовщины общения между FCE и REC, которая состоялась в Уолласи, Англия, 10 июня 2017 года.
Выполняя то, о чём архиепископ Фоли Бич объявил 8 мая 2017 года, в тот же день, когда Шотландская епископальная церковь проголосовала за одобрение однополых браков, каноник Энди Лайнс был рукоположен в миссинерского епископа для Европы на заседании третьей провинциальной ассамблеи ACNA в Уитоне, штат Иллинойс, 30 июня 2017 года, от имени Глобальной конференции по вопросам будущего англиканства.

### Иные христианские церкви
На инаугурационной Ассамблее ACNA в июне 2009 года митрополит Иона (Паффхаузен), предстоятель Православной церкви в Америке, признавая теологические различия, сказал, что он «ищет экуменическую реставрацию» между православными и англиканцами в США. Было объявлено о соглашении между Свято-Владимирской православной духовной семинарией и Домом Нашота, англиканской семинарией, чтобы направлять экуменические отношения и «новый диалог» между двумя церквями. Архиепископ Фоли Бич встретился с митрополитом Иларием (Алфеевым), председателем Отдела внешних церковных связей Русской Православной Церкви, на экуменическом собрании, которое состоялось в Свято-Владимирской православной духовной семинарии в Йонкерсе, Нью-Йорк, 8 ноября 2014 года. Основная цель встречи была ведение англиканского и православного диалога в США и других частях мира. Также присутствовал митрополит Тихон (Моллард), предстоятель Православной церкви в Америке, который пригласил архиепископа Фоли Бича на Всеамериканский собор, который состоялся в Атланте, штат Джорджия, в июле 2015 года. По приглашению Патриарха Кирилла архиепископ Фоли Бич возглавил Делегацию ACNA из девяти человек, которая направилась в Москву и приняла участие в официальных экуменических встречах с Русской православной церковью. Делегация встретилась с митрополитом Иларионом (Алфеевым) и была официально принята Патриархом Кириллом 23 августа 2015 года. Обе церкви выразили желание развивать и углублять экуменические отношения между православными и верными англиканами во всём мире. Архиепископ Фоли Бич подал приветственное письмо от архиепископа Кении и председателя Глобальной конференции будущего англиканства архиепископа Элиуда Вабукалы. ACNA также намеревалась начать экуменические отношения с Патриархом Константинопольским Варфоломеем через посредничества греческого православного епископа Кирилла (Катерелоса).
Архиепископ Фоли Бич и епископ Кевин Бонд Аллен встретились с православным Патриархом Иерусалимским Феофилом III в Храме Гроба Господня в Иерусалиме 31 мая 2017 года.
Представители ACNA встретились с главой коптской церкви Папой Тавадросом II во время его визита в США 23 октября 2015 года, в ходе которого ему было представлено письмо епископа Тодда Хантера, приветствовавшее его и отмечавшее недавний Экуменический диалог между англиканскими и коптскими церквями. Папа Тавадрос II встретился с архиепископом Фоли Бичем и епископом Чарли Мастерсом из ACNA во время его встречи с несколькими представителями «Глобального Юга» в Каире в ноябре 2015 года.
ACNA установил диалог с несколькими лютеранскими группами. В марте 2010 года Лютеранская церковь — Миссурийский Синод объявила, что она и ACNA проведут дискуссии для «изучения диалога». ACNA является первой не лютеранским деноминацией, намерившейся вступить в какой-либо диалог с Лютеранской церковью — Миссурийский Синод. ACNA одобрила просьбу североамериканской лютеранской церкви об обмене духовенством, где есть вакансии. Кроме того, есть лютеранская группа, которая просила о принтии в ACNA в качестве епархии.
С 3 по 5 мая 2013 года в Далласе, штат Техас, был проведён «Саммит по браку», в котором приняли участие представители ACNA и трёх лютеранских конфессий: Лютеранская церковь — Миссурийский синод, Лютеранская церковь — Канада и Североамериканская лютеранская церковь, на котором был подписан к официальный совместный документ «Подтверждение брака», утверждённому главами всёх четырёх церковных органов и описанный как «яркий пример библейского экуменизма в работе», определяющий божественную природу «брака как пожизненного союза одного мужчины и одной женщины».
ACNA в рамках экуменического диалога с Польской национальной католической церковью провела провела десять встреч. Первая состоялась в Скрантоне (штат Пенсильвания) 19—20 июня 2012 года. Последняя состоялось в соборе Святого Винсента в Бедфорде, штат Техас, 15-16 февраля 2017 года.
ACNA участвует в евангелических движениях, таких как Лозаннская конференция по всемирному евангелизму и имеет статус наблюдателя в Национальной ассоциации евангелистов. Он также установил диалог с Харизматической епископальной церковью, Пресвитерианской церковью в Америке, Ассамблеями Бога США и Объединённой методистской церковью. ACNA также сотрудничает с мессианскими еврейскими группами.
ACNA установила дружеские экуменические отношения с Римско-католической церковью, которая была представлен епископом Кевином Ванном на инаугурационной провинциальной ассамблее в Бедфорде, штат Техас, 22 июня 2009 года. В октябре 2009 года руководство ACNA отреагировало на предложенное Римской католической церковью создание личных ординариатов для недовольных традиционалистов-англиканцев, заявив, что хотя они считают, что этим положением не воспользуется подавляющее большинство их мирян и духовенства, они с радостью благословят тех, кто привлечён к участию в этом предложении. ACNA заявила о своей поддержке римско-католической церкви в её противостоянии мандату Министерства здравоохранения и социальных служб США, при этом архиепископ Роберт Дункан был одним из подписавших заявление христианских партнеров Юго-Западной Пенсильвании, представляющих 26 христианских конфессий 13 апреля 2012 года. Архиепископ Роберт Дункан и епископ Рэй Саттон были также приглашены на еженедельную частную аудиенцию Папой Бенедиктом XVI, которая состоялась в Риме 28 ноября 2012 года, с которого они приветствовали потом от имени ACNA и Братства исповедующих англикан. Провинциальная ассамблея ACNA, собравшая более 900 участников, и их коллегия архиерейского конклава, избравшая Фоли Бича в качестве второго архиепископа провинции, состоялась на римско-католической бенедиктинской базилике архиаббатства святого Винсента в Латроубе, штат Пенсильвания, 19-21 июня 2014 года, благодаря любезному разрешению Архиаббата Дугласа Роберта Новицкого, личного друга архиепископа Дункана. Архиепископ Уилтон Даниэль Грегори из Римско-католической архиепархии Атланты предложил Фоли Бичу сделанный в Африке посох, который он использовал на церемонии своего облачения, которая состоялась в церкви апостолов в Атланте, Джорджия, 9 октября 2014 года. Бывший архиепископ Грегори Венейблс из Англиканской церкви Южного конуса Америки прочёл на церемонии послание его личного друга папы Франциска, который послал архиепископу Фоли Бичу свои «личные приветствия и поздравления, когда он возглавил свою церковь в очень важной работе по возрождению» и попросил архиепископа Венейблса обнять его от его имени.
ACNA начала официальные переговоры с Конференцией католических епископов США. Епископ Рэй Саттон, провинциальный декан по делам экуменизма, возглавил команду, которая встретилась с делегацией USCCB во главе с председателем экуменических и межрелигиозных дел епископом Митчеллом Розанским в Чикаго, штат Иллинойс, 12 октября 2016 года.

### Иные религии
В августе 2010 года исполнительный комитет одобрил создание целевой группы по «Исламу и межрелигиозному взаимодействию». Что касается целевой группы, Джулиан Доббс, член Коллегии епископов ACNA и миссионерский епископ Конвокации англикан в Северной Америке, заявил: «Мы должны предпринять молитвенный, чувствительный и честный подход к вопросам, связанным с этим».
Архиепископ Фоли Бич и епископ Чарли Мастерс из ACNA встретились с великим имамом Аль-Азхара Ахмедом эль-Тайебом, когда он приветствовал делегацию нескольких представителей «Глобального Юга» во время их визита в Египет в ноябре 2015 года. Ахмед эль-Тайеб выразил «Важность партнерства и коллегиальности между религиозными лидерами для общего блага человечества» и его солидарность с англиканской перегруппировкой. Он также заявил, что христиане и мусульмане должны быть объединены в своём противостоянии давлению принятию однополых браков и гомосексуальной практики, особенно в западном мире.